# تجزیه و تحلیل وسیله–هدف
"این مقاله در حال ترجمه از ویکی انگلیسی است لطفا حذف نشود." تجزیه و تحلیل وسیله–هدف  ( MEA ) یک روش برای حل کردن مسئله می‌باشد که اغلب در هوش مصنوعی (AI) برای اینکه فضای جستجو را در برنامه‌های هوش مصنوعی محدود کنیم استفاده می‌شود.
حداقل از دهه 1950 این روش به عنوان یک وسیله برای نوآوری مورد استفاده قرار گرفته که بیشتر در کتاب‌های مهندسی درباره تکنیک های طراحی ذکر شده. MEA همینطور به رویکرد زنجیره ای وسیله–هدف که بیشتر در بررسی و تحلیل رفتارهای مصرف کننده استفاده می شود، مربوط می‌باشد.  این روش همینطور برای شروع یک اثبات ریاضی راهی برای روشن شدن افکار می‌باشد.

## حل مسئله به عنوان جستجو
در هوش مصنوعی حل کردن مسئله بر اساس هدف یکی از قسمت‌های مهم رفتار هوشمندانه است که مورد بررسی قرار می‌گیرد ، که منظور از آن چهارچوبی است که داخل آن می‌توان راه‌حل یک مشکل را با پیدا کردن دنباله‌ای از عملیاتی که منجر به یک هدف مطلوب می‌شود ، پیدا کرد. یک سیستم هدف یابی قرار است که بوسیله کانال‌های حسگر به محیط بیرونی خود وصل شود و با استفاده از آنها اطلاعات محیط و کانال های حرکتی را دریافت کند و از این طریق بر روی محیط عمل کند. (برای نشان دادن جریان‌های حسی "داخلی" از اصطلاح "آوران" و برای ئستورهای حرکتی "خارجی" از "وابران" استفاده می شود.) علاوه بر این، برای ذخیره اطلاعات در مورد وضعیت کنونی محیط (اطلاعات آوران) و داده‌های مربوط به کنش‌ها (اطلاعات وابران) در حافظه این سیستم دارای ابزارهای مختلفی می‌باشد. ارتباطات ساده یا پیچیده بین تغییرهای خاص در حالت‌ها و اقداماتی که این تغییرات را بوجود می‌آورند عاملی است که براساس آن ممکن است بتوان به هدف‌ها دست یافت. اقداماتی که از یک حالت معین به یک حالت مطلوب منتهی می‌شود عبارتند از جستجوی فرآیند پیمایش و جمع آوری توالی ها. اگرچه این استراتژی ممکن است برای یادگیری ماشین و حل مسئله مناسب باشد، اما همیشه برای انسان‌ها پیشنهاد نمی شود (به عنوان مثال نظریه بار شناختی و پیامدهای آن).

## تجزیه و تحلیل وسیله–هدف چگونه کار می کند
یک استراتژی که برای محدودیت و کنترل پیمایش در مسئله مورد استفاده قرار می‌گیرد MEA می‌باشد. در این روش اقدامی که تفاوت بین وصعیت فعلی و وضعیت هدف را کاهش دهد انتخاب می‌شود. این عمل بر روی وضعیت فعلی برای درست کردن یک حالت جدید انجام می شود و این فرآیند به صورت بازگشتی به این حالت جدید و وضعیت هدف اعمال می شود.
باید توجه کرد برای اینکه MEA تاثیر داشته باشد، سیستم پیمایش هدف باید وسیله‌ای برای مرتبط کردن هر نوع تفاوت قابل تشخیص برای آن دسته از اقدام‌هایی داشته باشد که با کاهش آن تفاوت مرتبط هستند. همچنین باید وسیله‌ای برای تشخیص پیشرفتی که در حال صورت گرفتن است (تغییرات در تفاوت‌های بین حالت فعلی و مطلوب) را دارا باشد، چون ممکن است برخی از توالی‌های امتحان شده از کنش‌ها شکست بخورند و از این رو، برخی از دنباله‌های جایگزین ممکن است امتحان شوند.
زمانی که دانش در مورد اهمیت تفاوت ها قابل دسترس می‌باشد، اصلی ترین تفاوت اول از همه انتخاب می شود تا میانگین عملکرد MEA را نسبت به سایر استراتژی‌های جستجوی کامل بهبود دهد. با این وجود، حتی با در نظر نگرفتن تفاوت‌ها و بر اساس اهمیت، MEA نسبت به سایر روش‌های جستجو (دوباره در حالت میاگین) با تمرکز حل مسئله بر روی تفاوت های واقعی بین وضعیت فعلی و هدف، بهبود می‌یابد.

## برخی از سیستم‌های هوش مصنوعی با استفاده از MEA
تکنیک MEA بار اول تحت عنوان یک استراتژی برای حل مسئله در سال 1961 بوسیله آلن نیول و هربرت آ. سایمون به عنوان حل مسئله عمومی در برنامه کامپیوتری آنها (GPS) معرفی شد.   که در آن پیاده سازی ای که صورت گرفت، یکسان‌سازی بین تفاوت‌ها و اقدامات، که در برخی موارد به عنوان عملگر نیز شناخته می‌شود، به صورت پیشینی به عنوان دانش در سیستم ارائه می شود. (در GPS این دانش به صورت جدول اتصالات بود.)
زمانی که کنش‌ها و عوارض جانبی اعمال یک اپراتور قابل نفوذ باشد این احتمال وجود دارد که در پیمایش اپراتورهای مربوطه را با بازرسی از اپراتورها انتخاب کند و این عمل را بدون استفاده از جدول اتصالات انجام دهد. این مورد اخیر، که مثال متعارف آن STRIPS است، به یک برنامه کامپیوتری برنامه‌ریزی خودکار ، اجازه می‌دهد تا تفاوت‌ها را مستقل از وظیفه خودش با عملگرهایی که آن‌ها را کاهش می‌دهند، ارتباط برقرار کنند.
شگفتی ، یک حل‌کننده مسئله که در یک پروژه برنامه‌ریزی خودکار به کمک یادگیری توسعه یافته است توسط جیم کاربونل، استیون مینتون و کریگ نوبلاک در دانشگاه Carnegie Mellon آغاز شده است، سیستم دیگری است که از MEA استفاده می‌کند.
پروفسور مورتن لیند از دانشگاه فنی دانمارک وسیله‌ حل مسئله‌ای تحت عنوان مدلسازی جریان چندسطحی (MFM) درست کرده است است. این استدلال تشخیصی مبتنی بر اهداف را برای سیستم های کنترل صنعتی و اتوماسیون انجام می دهد.</link>